# ديفيد كوباتش
ديفيد كوباتش (بالبولندية: David Kopacz)‏ هو لاعب كرة قدم بولندي في مركز الوسط، ولد في 29 مايو 1999 في إزرلون في ألمانيا. شارك مع منتخب بولندا تحت 20 سنة لكرة القدم ومنتخب بولندا تحت 21 سنة لكرة القدم. أما مع النوادي، فقد لعب مع نادي شتوتغارت.

## وصلات خارجية
- ديفيد كوباتش على موقع الاتحاد الأوربي (الإنجليزية)
- ديفيد كوباتش على موقع قاعدة بيانات كرة القدم.إي يو (الإنجليزية)
- ديفيد كوباتش على موقع بيانات كرة القدم. دي إي (الألمانية)
- ديفيد كوباتش على موقع Soccerway.com (الإنجليزية)
- ديفيد كوباتش على موقع عالم كرة القدم.نت (الإنجليزية)